# Gran Revuelta Sajona
La Gran Revuelta Sajona fue una guerra civil que tuvo lugar entre 1077 y 1088, a comienzos de la existencia del Sacro Imperio Romano, encabezada por un grupo de príncipes alemanes que eligieron como líder al duque de Suabia y antirrey Rodolfo de Rheinfelden, cuñado por dos ramas del joven emperador Enrique IV del Sacro Imperio Romano Germánico (Enrique había sido coronado a los seis años y asumió sus cargos tras una regencia a la edad de dieciséis). Dicha revuelta se produjo tras la rebelión sajona de 1073-1075.
El duque Rodolfo había disfrutado de cierto poder en los primeros años del gobierno de Enrique, y se había mostrado cruel y despiadado (secuestrando y forzando su matrimonio con la hermana de Enrique), incluso sin contar con el apoyo de otros príncipes del reino de Alemania. La nobleza aliada aprovechó para tomar ventaja de la momentánea debilidad del Emperador en un periodo en el que estaba enfrentado y había sido excomulgado por el papa Gregorio VII por la cuestión de quien debía nombrar a quien (querella de las investiduras) y, por tanto, de quien debía servir a quien, así como de una disputa sobre las intenciones del Emperador electo de divorciarse de su esposa concertada.

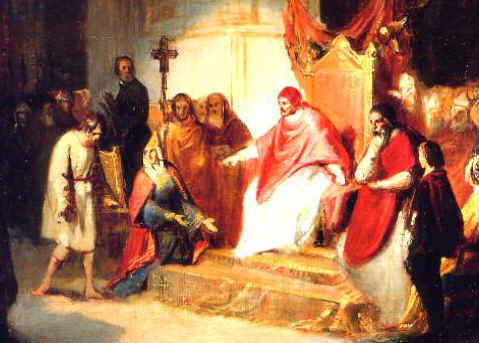
El emperador Enrique IV delante del papa Gregorio VII en Canossa (Carlo Emanuelle, c. 1630).

La querella de las investiduras entre Enrique IV y el papa Gregorio VII culminó con la excomunión del rey en 1076. Pero tras el episodio conocido como la humillación de Canossa,  el papa después de recibir en enero de 1077 a un penitente Enrique, consintió en anular la excomunión del impetuoso e impulsivo monarca de veintiséis años. Sin embargo, durante ese mismo otoño-invierno, los organizadores de la revuelta acordaron reunirse a finales del invierno para defender sus intereses frente al joven emperador. Debido a los retrasos en las noticias y a los problemas de viajar propios de la Edad Media, los conspiradores no se reunieron hasta que las condiciones meteorológicas les permitieron viajar, en marzo de 1077 en Forchheim (Alta Franconia). El consejo de príncipes sajones, bávaros y carintios, a pesar de la reconciliación entre el papa y Enrique, acordaron continuar adelante con sus planes de expansión.
El grupo estaba formado por varios gobernantes seglares de alto rango, así como clérigos —nombrados hasta la reciente querella de las investiduras por el Emperador— ya que las nuevas leyes canónicas creadoras del colegio cardenalicio los sometían al papa Gregorio VII. Antes de la coronación de Enrique en 1056, a los seis años, el Emperador siempre había sido coronado por el papa, al que habían nombrado. La edad de Enrique había sido un punto de discusión. Como antirrey electo, Rodolfo esperaba conseguir el respaldo de los nobles más importantes prometiéndoles respetar el carácter electivo de la monarquía (aceptando un ámbito más reducido como rey de Alemania) y obtener el apoyo del papa declarando abiertamente su disposición para ser su servidor como rey de los romanos.

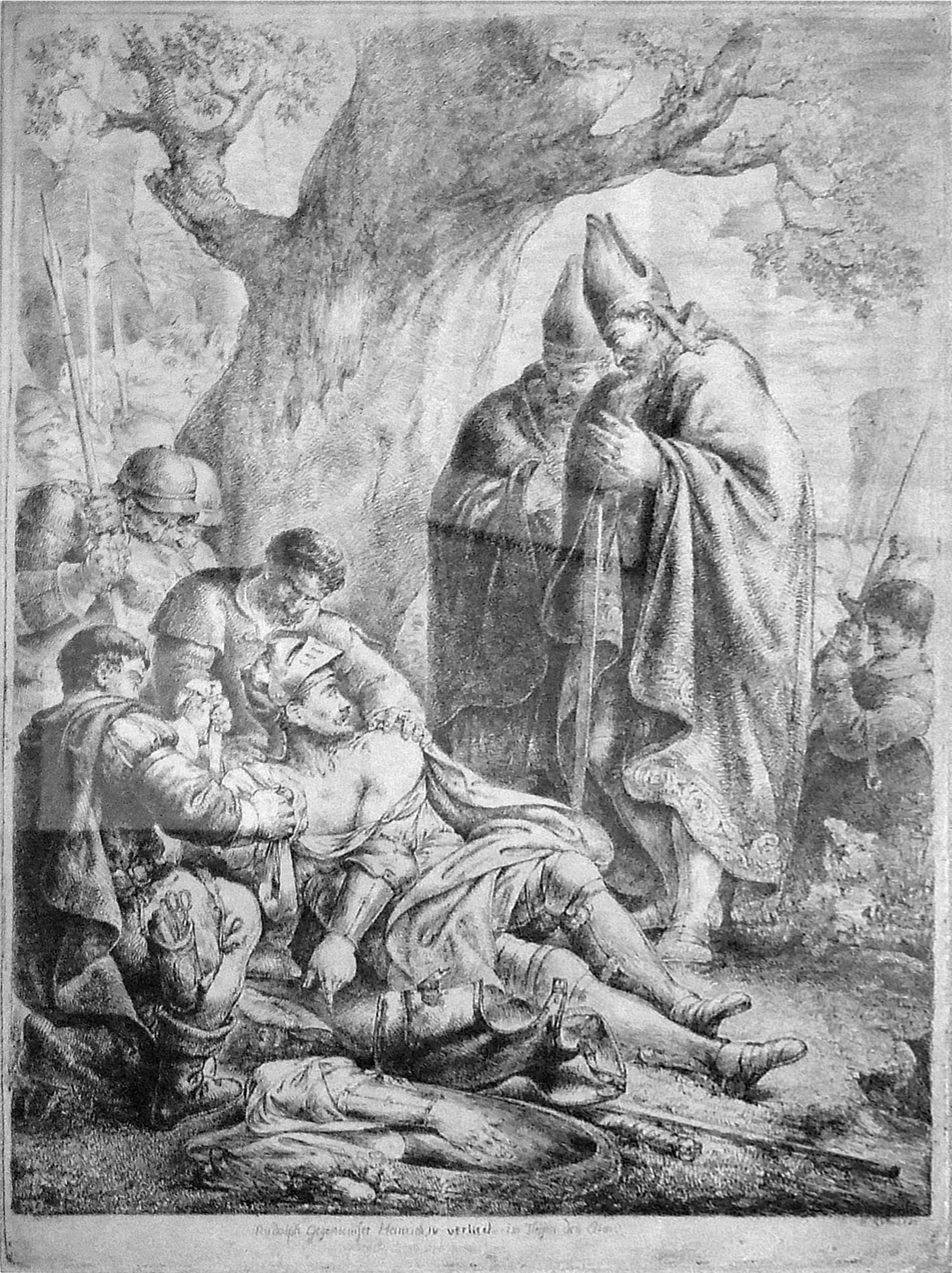
Rodolfo de Suabia herido de muerte

A pesar de esas dificultades, la situación de Enrique en Alemania mejoró en los años siguientes. Cuando Rodolfo fue coronado en Maguncia en mayo de 1077 por uno de los conspiradores, Sigfrido I, arzobispo de Maguncia, la población se rebeló y obligó a Rodolfo, al arzobispo, y a otro nobles a huir a Sajonia. Rodolfo fue desposeído de sus territorios y de su fuerza miliitar (más tarde también será despojado de Suabia) por Enrique. Tras la inconclusiva batalla de Mellrichstadt (7 de agosto de 1077) y la derrota de Enrique en la batalla de Flarchheim (27 de enero de 1080), Gregorio VII, que tenía mala relación con el emperador electo por su intempestiva lengua en anteriores discursos, decidió revertir su decisión de apoyar a Enrique y dio su apoyo a la revuelta, excomulgando nuevamente a Enrique en marzo de 1080. No obstante, hay pruebas de que las acciones de Gregorio estuvieron motivadas más por su animadversión hacia el emperador que por razones teológicas, lo que perjudicó su reputación y autoridad, empujando a muchos alemanes a abrazar la causa de Enrique.
Enrique convocó un sínodo del alto clero alemán en Bamberg y Brixen (junio 1080). En estas reuniones, Enrique depuso al papa Gregorio (al que había apodado «el falso monje») y le reemplazó por el primado de Rávena, Guibert (conocido como el antipapa Clemente III), reafirmando el tradicional derecho de los emperadores del Sacro Imperio —aunque no está claro si tenía tal derecho— frente a las nuevas leyes canónicas que nombraban al papa a través del colegio cardenalicio. Durante los siguientes años, la guerra civil se desplazó al sur de los Alpes.
El 14 de octubre de 1080 los ejércitos de los dos reyes rivales se encontraron en la llanura de Leipzig, cerca del río Elster Blanco, en la batalla de Elster. Enrique fue derrotado nuevamente, aunque obtuvo una victoria estratégica, ya que el antirrey Rodolfo resultó mortalmente herido y falleció al día siguiente en Merseburg, lo que debilitó la rebelión.
Mientras Enrique combatía allí, la aristocracia alemana eligió en agosto de 1081, como nuevo antirrey y sucesor de Rodolfo, a Germán de Salm (ca. 1035 - 28 de septiembre de 1088), también conocido como Germán de Luxemburgo. Fue neutralizado por Federico I, duque de Suabia (Federico de Suabia); sucesor de Rodolfo, que estaba casado con la hija de Enrique Inés de Alemania. La campaña de Enrique contra el papa en Italia concluyó con un acuerdo y Enrique fue coronado emperador por el papa Gregorio en 1084, dejando a Germán de Salm en una posición incómoda.
El plan de Germán de reunir un ejército en las riberas del Danubio y de marchar a Italia para apoyar al papa se había visto malogrado por la muerte de su principal vasallo, el duque de Baviera Otto de Nordheim en octubre de 1083. Cuando Enrique, ya coronado emperador, regresó al norte y llegó a Sajonia en 1085, Germán huyó a Dinamarca. Regresó, no obstante, aliado con el duque Welf I de Baviera, y derrotó al emperador en la batalla de Bleichfeld en el río Meno, tomando la ciudad de Würzburg. Sin embargo, poco después de su victoria, y cansado de ser un peón, se retiró a sus propiedades familiares. La gran revuelta sajona  concluyó en torno a 1088, ya que en 1089, la condesa Matilda se casó con Welf II, si bien Welf I murió en 1101.